# Impluvium

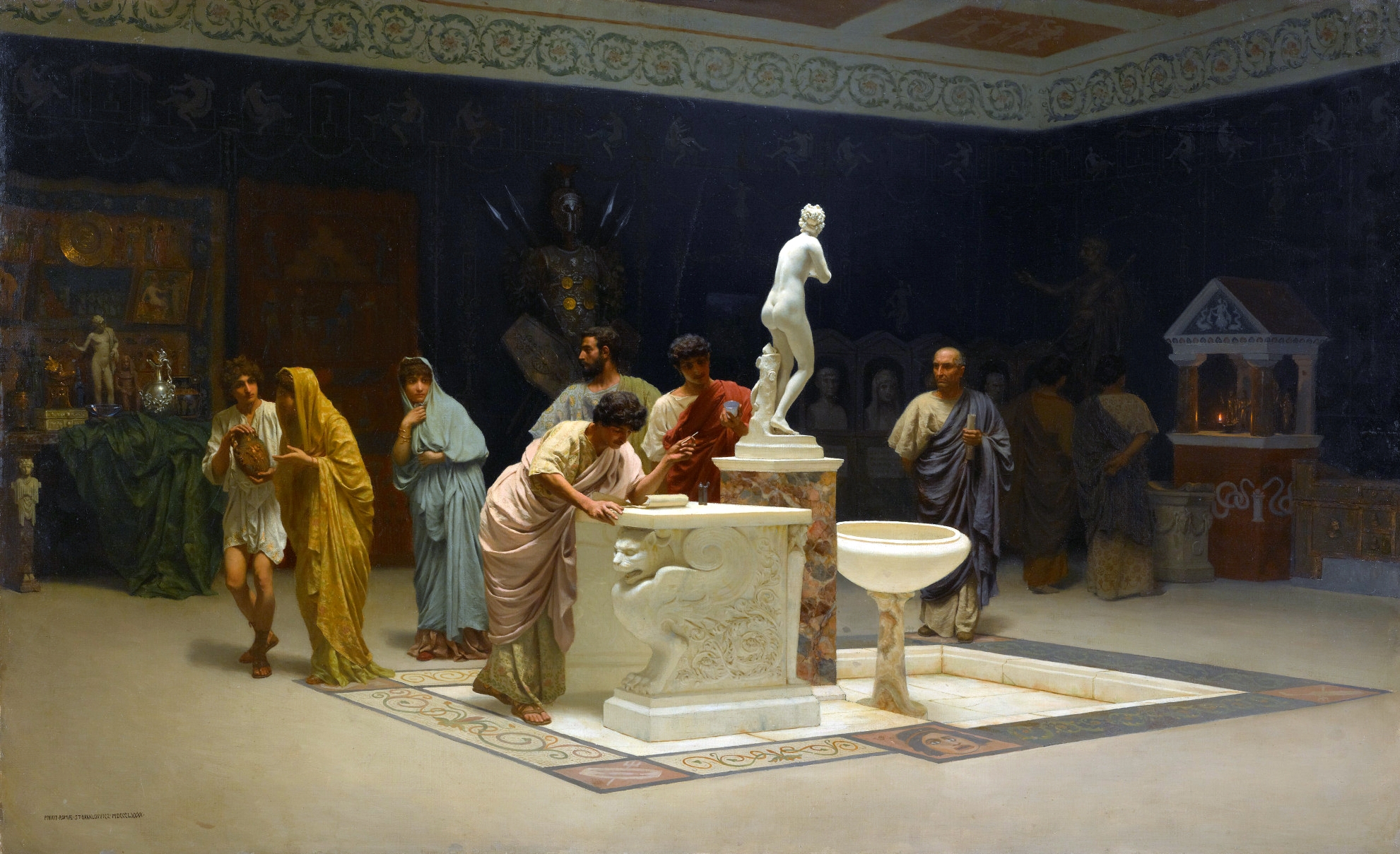
Impluvium w domu zamożnego Rzymianina (obraz Stefana Bakałowicza)

Impluvium – w domu rzymskim prostokątny basen w posadzce atrium, zbierający wodę deszczową spływającą z dachu przez otwór compluvium. 
Zajmował centralne miejsce i był najważniejszym elementem architektonicznym tego pomieszczenia. Wykładano go mozaiką, marmurem. W późniejszych czasach wyposażano go w fontannę. Wodę z impluvium często odprowadzano rurami do cysterny w podziemiach domu i wykorzystywano np. do celów higienicznych.
Najstarsze impluvia pochodzące z II wieku p.n.e. stwierdzono w Pompejach.